# Trichomycterus minus
Trichomycterus minus es una especie de pez que integra el género Trichomycterus de la familia Trichomycteridae en el orden de los Siluriformes. Esta especie sólo es conocida de su localidad tipo, en el noroeste de la Argentina.

## Distribución geográfica y hábitat
Trichomycterus minus es endémica del río Cuevas, departamento Belén, en la provincia de Catamarca, en el noroeste de la Argentina. 
La localidad tipo es una pequeña corriente que fluye a lo largo de un pequeño cañón rocoso en la cuenca del río Belén. Posee aproximadamente de 20 a 100 cm de profundidad y de 1,0 a 2,5 metros de ancho; con aguas de baja halinidad (0,02 %) y alto pH (8,43). No presenta vegetación acuática, siendo su fondo de arena con algunas piedras. Esta cuenca endorreica experimenta condiciones hidrológicas de tipo torrencial, asociada con lluvias estivales, escasas pero intensas.

## Conservación
Los arroyos andinos conforman ecosistemas únicos, sumamente vulnerables a los cambios de origen antrópico. Muchos de ellos sufren el impacto por la acción de operaciones mineras de montaña, incluyendo prácticas de llenado de valles resultado de la extracción de diversos minerales, sedimentación, la contaminación por mercurio, cambios en la química del agua, y modificaciones de los aspectos físicos de la misma. Todas estas amenazas repercuten en la supervivencia de endemismos estrictos, como es esta especie.

## Taxonomía
Esta especie fue descrita originalmente en el año 2012 por los ictiólogos Luis A. Fernández y Richard Peter Vari.
Localidad y ejemplar tipo
La localidad tipo es: Argentina, provincia de Catamarca, departamento Belén, río Cuevas, 2318 m s. n. m. (en las coordenadas: 28°6′S 04°39′O / -28.100, -4.650); El holotipo es el ejemplar: MCN 1528, el cual mide 75,4 mm.

### Caracteres diagnósticos
Esta especie se diferencia de todas las congenéricas por caracteres específicos:
Cabeza
- La forma en vista dorsal es peculiar a esta especie;
- Ausencia de la capa gruesa de tejido adiposo, presente en otras especies;
- En el tamaño del premaxilar y en el número de las hileras de dientes de esa región;
- En el número y grado de exposición de los odontoides del interopérculo;
- En la región supraorbital, en el número de poros, en la forma del hueso, y en la del canal, localizado dentro del frontal.

Cuerpo
- Carece de la capa gruesa de tejido graso de importante espesor, presente en otras especies;
- Falta de compresión del pedúnculo caudal;
- Diferencias en el patrón de coloración.

Etimología
La etimología de su denominación científica es la siguiente:
Trichomycterus viene del griego, donde trichos es 'pelo', y mykter es 'nariz', en referencia a las formas de las barbas. El nombre específico minus hace referencia a las actividades mineras, comunes en la región de la provincia de Catamarca donde este pez fue capturado.

## Hábitos
Habita en pequeños arroyos de fondo arenoso sin vegetación. Generalmente se esconde debajo de piedras. Comparte el hábitat con Trichomycterus alterus. Los ejemplares capturados se habían alimentado de macroinvertebrados bentónicos autóctonos, como larvas de dípteros (Chironomidae y Ceratopogonidae) y Ephemeroptera. 